# حصار مدينة غزة
بدأ حصار مدينة غزة في 2 نوفمبر 2023، عندما حاصرت القوات الإسرائيلية مدينة غزة. التطويق هو جزء من الغزو الإسرائيلي لقطاع غزة. ومدينة غزة هي المدينة الأكثر اكتظاظا بالسكان في قطاع غزة ووفقاً لمنظمة أوكسفام، حوصر حوالي 500 ألف فلسطيني، إلى جانب مئات الأسرى الإسرائيليين والأجانب، في شمال غزة.

## المعركة

### 2 نوفمبر
في 2 نوفمبر طوقت القوات الإسرائيلية مدينة غزة، بعد مقتل 9000 فلسطيني. واجهت القوات الإسرائيلية مقاومة شرسة أثناء تقدمها نحو مداخل مدينة غزة. غادر مقاتلو حماس والجهاد الإسلامي أنفاقهم لإطلاق النار على الدبابات الإسرائيلية القادمة، قبل أن يعودوا إلى شبكة أنفاقهم الكبيرة تحت الأرض، أفاد الجيش الإسرائيلي بمقتل المقدم سلمان حبكة، الذي يُعتقد أنه أبرز ضابط إسرائيلي قُتل منذ بدء العمليات البرية الإسرائيلية في قطاع غزة في 27 أكتوبر. وقد أجبر هذا القتال بأسلوب حرب العصابات إسرائيل على الدخول في حربٍ برية بدلاً من الاعتماد على قواتها الجوية القوية لضرب مخابئ حماس من الأعلى.
واعترفت إسرائيل بأن حماس كانت «مستعدة جيدا» للمعركة، زاعمة أن هناك «حقول ألغام وأفخاخ مفخخة» أعاقت الوصول إلى المدينة. أفاد أحد سكان مدينة غزة أن إسرائيل قصفت المدينة طوال الليل لكنها لم تتمكن من التقدم عبر حدود المدينة. ثم نشر الجيش الإسرائيلي أسماء خمسة جنود قتلوا أثناء القتال في 2 نوفمبر، مما رفع العدد الإجمالي للجنود الإسرائيليين الذين قتلوا منذ غزو قطاع غزة إلى 24 جندي.
دمرت غارة جوية إسرائيلية مبنىً سكنيًا في مخيم البريج للاجئين جنوب مدينة غزة، مما أسفر عن مقتل ما لا يقل عن 15 شخصًا ودفن العشرات تحت الأنقاض. ووقعت الغارة الجوية في المنطقة الجنوبية من قطاع غزة، التي أمرت إسرائيل سكان شمال غزة بالإخلاء إليها في 13 أكتوبر. وفي اليوم نفسه، قصفت القوات الجوية الإسرائيلية منطقة أبراج سكنية في حي تل الهوى، على بعد 100 متر فقط من مستشفى القدس، وفقًا لجمعية الهلال الأحمر الفلسطيني.

### 3 نوفمبر
في 3 نوفمبر استهدف صاروخ إسرائيلي من طائرة بدون طيار قافلة طبية من سيارات الإسعاف كانت تقل ما بين 15 إلى 20 مريضًا مصابين بجروح خطيرة بالقرب من البوابة الأمامية لمستشفى الشفاء، أثناء توجههم إلى معبر رفح الحدودي مع مصر لتلقي العلاج في الخارج. وفي اليوم نفسه، تعرضت مدرسة أسامة بن زيد في شمال غزة، والتي تديرها الأونروا، للقصف، مما أسفر عن مقتل أكثر من 20 شخص. وقالت الأونروا إن ما لا يقل عن 1000 شخص لجأوا إلى المدرسة منذ بداية الحرب. وزعمت إسرائيل أنها فقدت 18 جندي وقتلت عشرات المسلحين في 3 نوفمبر.

### 4 نوفمبر
في 4 نوفمبر قصفت القوات الإسرائيلية مدرسة الفاخورة التي تديرها الأمم المتحدة في مخيم جباليا، والتي كانت تؤوي النازحين، مما أسفر عن مقتل ما لا يقل عن 15 شخصًا وإصابة 54 آخرين، معظمهم من النساء والأطفال. واستهدفت إسرائيل أيضًا الألواح والمولدات الشمسية، بما في ذلك الألواح الشمسية الموجودة فوق المستشفيات. وكانت هذه هي المصدر الوحيد للكهرباء في غزة منذ أن فرضت إسرائيل حصارا شاملاً على قطاع غزة في 9 تشرين الأول/أكتوبر. وكان الجيش الإسرائيلي قد قصف مسجدي علي بن أبي طالب والاستجابه في حي الصبرة. قالت كتائب القسام التابعة لحركة حماس، إن مقاتليها قتلوا خمسة جنود إسرائيليين آخرين في مبنىً بشمال غرب مدينة غزة، بعد مهاجمة القوة بالأسلحة الرشاشة والقنابل. وذكرت كتائب القسام أنها تقاتل على جبهات متعددة، بما في ذلك شمال غرب مدينة غزة وجنوب مدينة غزة وبيت حانون وشمال شرق قطاع غزة. ودمر مقاتلو حماس 24 مركبة عسكرية إسرائيلية، بما في ذلك دبابة وناقلة جند مدرعة وجرافة، بإستخدام صواريخ مضادة للدروع تسمى الياسين-105.

### 5 نوفمبر
في 5 نوفمبر قُصف مخيم المغازي للاجئين في وسط غزة، مما أسفر عن مقتل ما بين 30 إلى 51 شخصاً على الأقل، معظمهم من النساء والأطفال. ودمر القصف الإسرائيلي منزل عائلة سمعان في مخيم اللاجئين وألحق أضرارا جسيمة بالمنازل المجاورة والبنية التحتية.
ونشر الجيش الإسرائيلي لقطات إدعى أنها للقتال بالقرب من مستشفى حمد (مستشفى الشيخ حمد بن خليفة آل ثاني لإعادة التأهيل والأطراف الصناعية)، ظهر فيها مقاتلو حماس وهم يطلقون النار من المستشفى ويستخدمون الأنفاق القريبة من مبنى المستشفى. وقال دانييل هاغاري، المتحدث باسم الجيش الإسرائيلي، في بيان له إن إسرائيل طوقت مدينة غزة بالكامل؛ وأشارت «وسائل إعلام إسرائيلية» إلى أن الجيش الإسرائيلي سيدخل المدينة نفسها خلال يومين. كما وردت أنباء عن انقطاع الاتصالات في غزة بسبب القتال.

### 7 نوفمبر
في 7 نوفمبر زعمت إسرائيل أنها وصلت إلى «قلب مدينة غزة»، ولكن لا يوجد دليل أو إشارة على الأرض تشير إلى أن القوات الإسرائيلية توغلت داخل المدينة. وأعلنت حماس أن مقاتليها يلحقون خسائر فادحة وأضرارا بالغة بالقوات الإسرائيلية المتقدمة. اقترح بنيامين نتنياهو خطة لتكون إسرائيل مسؤولة عن الأمن العام في غزة «لفترة غير محددة» بعد الحرب، على الرغم من معارضة الولايات المتحدة لذلك. وقال الرئيس الأمريكي جو بايدن إن "إعادة احتلال القوات الإسرائيلية لغزة ليس هو الشيء الصحيح الذي ينبغي عمله".

### 8 نوفمبر
في 8 نوفمبر وبحسب الحكومة الإسرائيلية نزح أكثر من 50,000 فلسطينيًا إلى الجنوب، عبر الممر المخصص لذلك، وسط القتال بين حماس والقوات الإسرائيلية في مدينة غزة. وقارن البعض عمليات النزوح هذه بنكبة 1948. ادعى دانيال هاغاري أن الجيش الإسرائيلي دمر أنفاقًا تحت الأرض تابعة لحماس وصادر عدد من الأسلحة، بما في ذلك أكثر من 700 قذيفة آر بي جي. ومن غير الواضح ما إذا كانت القوات الإسرائيلية تقاتل داخل المدينة. وأدت غارة جوية إسرائيلية على منزل بالقرب من مستشفى في مخيم جباليا للاجئين إلى مقتل 19 شخصًا على الأقل. نتيجة للحصار الإسرائيلي الشامل على غزة، نفد الوقود من مستشفى القدس واضطر إلى إيقاف معظم العمليات، بالغضافة إلى معاناته من القصف الإسرائيلي اليومي. أوقف المستشفى مولده الرئيسي ولجأ إلى تشغيل مولد أصغر لتقديم الخدمات الأساسية لمرضاه البالغ عددهم 500 مريض بالإضافة إلى 14,000 نازح داخلي يقيمون هناك.

### 9 نوفمبر
في 9 نوفمبر شنت إسرائيل «سلسلة من الغارات العنيفة» في شمال غزة، مما أدى إلى إنشاء «حزام ناري» في الجانب الشرقي من شمال غزة، وفقًا لوزارة الداخلية الفلسطينية. وقصفت خلالها عدة منازل في دير البلح وسط قطاع غزة، مما تسبب في مقتل 7 فلسطينيين على الأقل. قصفت الطائرات الإسرائيلية، مدرسة البراق في شارع اللبابيدي بحي النصر شمال مدينة غزة، والتي كانت تستخدمها الأونروا كملجأ. وقُتلت ما لا يقل عن 50 شخصاً في الهجوم، كما وردت أنباء عن إصابات متعددة. وزعم الجيش الإسرائيلي أنه قتل 50 من مقاتلي حماس في مدينة غزة في الأيام القليلة الماضية. وقالت حماس إن جنديًا إسرائيليًا محتجزا في غزة قتل وأصيب آخر في غارة جوية إسرائيلية على وسط غزة.

### 10 نوفمبر
وفي 10 نوفمبر، قُتل ما لا يقل عن 50 شخصاً بعد أن هاجمت الصواريخ والمدفعية الإسرائيلية مدرسة في غزة تؤوي عدد من النازحين. وحاصرت الدبابات الإسرائيلية عدة مستشفيات في غزة بحسب مسؤولي الصحة، في حين تعرض مستشفى الشفاء للهجوم خمس مرات خلال الـ 24 ساعة الماضية. وبحلول 10 نوفمبر، تم تدمير ما يزيد عن 50% من الوحدات السكنية في مختلف أنحاء قطاع غزة بسبب القصف الإسرائيلي المتواصل.

### محاصرة مستشفى الشفاء (11-15 نوفمبر)
ابتداءً من 11 نوفمبر، حاصرت القوات الإسرائيلية مستشفى الشفاء، وهو أكبر مجمع طبي في غزة، بزعم أن مقر قيادة تابع لحماس يقع تحته. وهاجم الجيش الإسرائيلي المستشفى بشكل مباشر، حيث حوصر آلاف الجرحى والنازحين وسط قصف عنيف. وشَكل الوضع في مستشفى الشفاء جزءاً من أزمة صحية خطيرة في غزة. وشهد المستشفى نفاداً سريعاً للكهرباء والغذاء والإمدادات الطبية. نفد وقود المولد الأخير، مما أدى إلى مقتل ثلاثة أطفال وأربعة مرضى آخرين. بالإضافة إلى 36 طفلاً آخرين معرضون لخطر الموت. وفي 15 نوفمبر، إقتحم الجيش الإسرائيلي المستشفى.

### من 18 إلى 24 نوفمبر
في 18 نوفمبر شنت طائرات إسرائيلية غارات جوية قتلت أكثر من 80 مدنيًا في مخيم جباليا للاجئين شمال قطاع غزة., في 21 نوفمبر، قام الجيش الإسرائيلي بالتقدم نحو مخيم جباليا للاجئين، وحصلت بينه وبين الفصائل الفلسطينية اشتباكات. وفي 24 نوفمبر، انسحب الجيش الإسرائيلي من مستشفى الشفاء. بالنسبة الى موقع ميدل ايست آي، فشلت إسرائيل في تقديم الكثير من الأدلة على أن حماس كانت تستخدم المستشفى «كمركز للقيادة والسيطرة» على الرغم من سيطرتها على المستشفى لأكثر من أسبوع.

### 18 ديسمبر
أعلن الجيش الإسرائيلي أن الكتيبة 13 من لواء جولاني واللواء 188 مدرع استولت على ساحة فلسطين في حي الشجاعية في مدينة غزة، وأصدرت لقطات للجيش الإسرائيلي وهو يهدم نصب تذكاري لحرب حماس احتفالاً بكمين ناقلة جنود مدرعة إسرائيلية خلال معركة الشجاعية كما تعرضت كتيبة الشجاعية التابعة لحماس لضغوط شديدة بسبب تدمير إسرائيل لمراكز قيادتها وبنيتها التحتية، لكن الشجاعية ظلت معقلًا راسخًا لحماس وسط قتال عنيف.

## ردود الفعل الدولية
- إسرائيل: رئيس الوزراء الإسرائيلي بنيامين المحرر، الذي سبق أن رفض الدعوات لوقف إطلاق النار، أعلن "نحن نتقدم... لن يوقفنا شيء" وتعهد بالقضاء على حكم حماس في قطاع غزة. قطاع.[56] واقترح نتنياهو أيضًا خطة لتكون إسرائيل مسؤولة عن الأمن العام في غزة "لفترة غير محددة" بعد الحرب.[57]
- حماس: المتحدث باسم كتائب القسام أبو عبيدة قال إن عدد القتلى الإسرائيليين في غزة أعلى بكثير مما أعلنه الجيش، وقال "جنودكم سيعودون بأكياس سوداء".[58]
- السلطة الوطنية الفلسطينية: صرح رئيس السلطة الفلسطينية في الضفة الغربية، محمود عباس، بأن إسرائيل تنتهك القانون الدولي. وقال عباس لوزير الخارجية الأمريكي أنتوني بلينكن: “ليس لدي كلمات لوصف الإبادة الجماعية والدمار الذي تعرض له شعبنا الفلسطيني في غزة على يد آلة الحرب الإسرائيلية، دون أي اعتبار لمبادئ القانون الدولي”.[59]
- حزب الله: الأمين العام لحزب الله حسن نصر الله حذر الولايات المتحدة في خطاب له من أن منع نشوب صراع إقليمي يعتمد على إنهاء القصف الإسرائيلي على غزة، وهدد بأن الاشتباكات على طول الحدود الإسرائيلية -الحدود اللبنانية قد تتصاعد إلى حرب واسعة النطاق. كما ألمح إلى أن حزب الله مستعد لمواجهة السفن الحربية الأمريكية في شرق المتوسط.[60][61]
- الأمم المتحدة: أعرب المفوض السامي للأمم المتحدة عن قلقه من أن "الهجمات غير المتناسبة التي تشنها إسرائيل... يمكن أن ترقى إلى مستوى جرائم حرب."[62] المفوض السامي لحقوق الإنسان في الأمم المتحدة فولكر تورك قال إن الحصار الإسرائيلي غير قانوني بموجب القانون الدولي.[63]
- الإمارات العربية المتحدة: حذرت دولة الإمارات العربية المتحدة من وجود خطر امتداد الحرب في غزة إلى المنطقة. وزعمت أنها تعمل "بلا هوادة" لتأمين وقف إطلاق النار لأسباب إنسانية.[64]
- السعودية: أعلنت السعودية عن الحملة الحكومية لجمع المساعدات الإنسانية لغزة والتي جمعت أكثر من 60 ألف تبرع بقيمة 17 مليون دولار في ساعاتها الأولى. الملك سلمان تبرع بمبلغ 8 مليون دولار، بينما تبرع ولي العهد محمد بن سلمان آل سعود بحوالي 5.3 مليون دولار. أصدر مسؤولون سعوديون بيانات تدين القصف الإسرائيلي على غزة، وتطالب بشكل عاجل بوقف إطلاق النار وتدعو إلى إقامة دولة فلسطينية.[65][66]
- الأمم المتحدة: وأعرب المفوض السامي للأمم المتحدة عن قلقه من أن "الهجمات الإسرائيلية غير المتناسبة... يمكن أن ترقى إلى جرائم حرب."[67] مفوضة الأمم المتحدة السامية لحقوق الإنسان فولكر تورك قالت إن الحصار الإسرائيلي غير قانوني بموجب القانون الدولي.[58]
- الولايات المتحدة: الرئيس الأمريكي جو بايدن قال "أعتقد أننا بحاجة إلى وقفة" في خطاب.[67]
- روسيا: الرئيس الروسي فلاديمير بوتين انتقد أولئك الذين يلتزمون الصمت وسط المعاناة المتصاعدة وأعرب عن أن الأفراد الذين لديهم "قلب من حجر" هم وحدهم الذين يمكنهم البقاء غير مبالين، لا سيما بمحنة الأطفال في المنطقة.
- الإمارات العربية المتحدة: وحذرت الإمارات من أن هناك خطرا من امتداد إقليمي للحرب في غزة. وادعت أنها تعمل "بلا هوادة" لضمان وقف إطلاق نار إنساني.[68]
- سلطنة عمان: طالبت وزارة الخارجية العمانية بإنشاء محكمة دولية للتحقيق في جرائم الحرب التي ارتكبتها إسرائيل في غزة. كما دعت الوزارة إلى "محاكمة مجرمي الحرب في جميع المجازر المرتكبة" وأدانت الهجمات على مدرستين تأويان مدنيين ومدخل مستشفى وخزان مياه عام خلال ال 24 ساعة الماضية.[69][70]
- تركيا: الرئيس التركي رجب طيب أردوغان إنه قطع الاتصال مع بنيامين نتنياهو بسبب تصرفات إسرائيل في غزة. وقال أردوغان "نتنياهو لم يعد شخصا يمكننا التحدث إليه. لقد شطبناه."[69][70]
- هندوراس: رئيسة هندوراس زيومارا كاسترو استدعت سفيرها بسبب "الوضع الإنساني الخطير الذي يعاني منه السكان المدنيون الفلسطينيون في قطاع غزة"، وانتقدت وزارة الخارجية الإسرائيلية هذا القرار وقالت إن هذه الخطوة تتجاهل حق إسرائيل في الدفاع عن نفسها ضد حماس.[69]
- قطر: أدانت الخارجية القطرية بشدة القصف الإسرائيلي لمدرسة الفاخورة والمستشفيات في غزة.[71][72]
- هندوراس: رئيس هندوراس زيومارا كاسترو استدعت سفيرها بسبب "الوضع الإنساني الخطير الذي يعاني منه السكان المدنيون الفلسطينيون في قطاع غزة". وانتقدت وزارة الخارجية الإسرائيلية هذا القرار وقالت إن هذه الخطوة تتجاهل حق إسرائيل في الدفاع عن نفسها ضد حماس.[70]

## انظر ايضا
- قائمة المواضيع الأساسية للحرب الفلسطينية الإسرائيلية (2023 – الآن)
- قائمة حصارات
- قائمة الاشتباكات العسكرية خلال الحرب الفلسطينية الإسرائيلية 2023
- الأزمة الإنسانية في غزة 2023
- التهجير القسري لسكان قطاع غزة